# Internetnutzung am Arbeitsplatz
Die Internetnutzung am Arbeitsplatz betrifft die Rechtsfrage, ob und inwieweit Arbeitnehmer aufgrund des Arbeitsvertrags am Arbeitsplatz ihre Arbeitszeit mit der privaten Nutzung des dienstlich zur Verfügung gestellten Internetzugangs verbringen dürfen.

## Allgemeines
Für den Anspruch auf Zugang zum Inter-/Intranet oder auf E-Mail-Nutzung gibt es bisher keine gesetzlichen Vorschriften oder ausdrücklichen arbeitsrechtlichen Regelungen. Rechte und Pflichten ergeben sich daher in der Regel aus dem Arbeitsvertrag, einer Dienst- bzw. Betriebsvereinbarung oder aus betrieblicher Übung. Beeinflusst wird die Diskussion über Zugang zu Kommunikationssystemen von der Frage nach der privaten Nutzung am Arbeitsplatz und den Kontrollmöglichkeiten durch den Arbeitgeber, welcher durch den Arbeitnehmerdatenschutz beschränkt ist.

## Rechtlicher Hintergrund
In den meisten Fällen wird der Zugang zum Internet über das Prinzip der betrieblichen Übung (dem Usus) geregelt: Die betriebliche Übung setzt voraus, dass die entsprechende Praxis für die Arbeitgeber wenigstens erkennbar war und der Arbeitnehmer darauf vertrauen konnten, dass es auch in Zukunft beim aktuellen Zustand bleibe. Wie lange eine entsprechende Praxis bestanden haben muss, lässt sich nicht sicher bestimmen, im Regelfall dürfte ein Zeitraum von einem halben bis zu einem Jahr genügen.
Vielfach ist es Beschäftigten gestattet, Kommunikationssysteme des Unternehmens auch für private Zwecke zu nutzen. Bislang betrafen diese Regelungen fast ausnahmslos den Gebrauch der Telefonanlage, der meist im Ortsbereich für kurze Privatgespräche gestattet wurde. Ist privates Telefonieren erlaubt, werden die Arbeitnehmer davon ausgehen können, dass in vergleichbarem Umfang auch private E-Mails und Internetnutzung möglich sind, zumindest dann, wenn beim Arbeitgeber keine zusätzlichen Kosten entstehen.
Betriebsvereinbarungen / Dienstvereinbarungen sind eine Möglichkeit, um den Zugang zu Internet und Intranet zu regeln und einen verantwortungsvollen Umgang mit elektronischen Kommunikationssystemen sicherzustellen. Eine derartige Vereinbarung kann gleichzeitig die Gefahr möglicher Überwachungs- und Kontrollmaßnahmen durch die Arbeitgeber reduzieren.
Wurden keine Regelungen getroffen, ist auf die Grundsätze des Arbeitsvertragsrechts zurückzugreifen: Gestattet der Arbeitgeber  nicht ausdrücklich oder durch schlüssiges Verhalten den privaten Datenaustausch mittels betrieblicher Kommunikationssysteme, ist ein privat geführtes Telefonat eines Arbeitnehmers oder einer Arbeitnehmerin eine Verletzung arbeitsvertraglicher Nebenpflichten und somit unzulässig. Ausgenommen hiervon sind sogenannte dienstlich veranlasste Telefonate, zum Beispiel die Mitteilung, dass sich die Heimkehr wegen betrieblicher Arbeiten verzögert.
Diese Grundsätze sind auch auf andere Kommunikationsmittel wie E-Mail und Internet übertragbar, denn die neuen Techniken ermöglichen eine weit über den Anwendungsbereich des Telefons hinausgehende Vernetzung betrieblicher und privater Räume.

## Kontrolle am Arbeitsplatz
Prinzipiell ist es Arbeitgebern gestattet, Telefonate, Internet- und E-Mail-Aktivitäten von Arbeitnehmern in geregeltem Rahmen zu überwachen. Diese Kontrollmöglichkeiten sind nach deutschem Recht an enge Vorgaben rund um den Arbeitnehmerdatenschutz gebunden.
Höchstrichterliche Entscheidungen zur Kontrolle der E-Mail-Kommunikation oder der Internetnutzung am Arbeitsplatz sind bisher noch nicht ergangen. Die in der Rechtsprechung entwickelten Grundsätze zu den Kontrollmöglichkeiten bei Telefongesprächen lassen sich aber auf die neuen Informations- und Kommunikationstechniken übertragen:
Eine generelle, systematische Überwachung ist nach Ansicht der deutschen Höchstgerichte unzulässig, da sie mit dem allgemeinen Persönlichkeitsrecht und dem Recht auf informationelle Selbstbestimmung nicht vereinbar sind. Konkretisiert werden diese Prinzipien durch Schutzvorschriften im Betriebsverfassungsgesetz und im Bundesdatenschutzgesetz.
Soweit vom Arbeitgeber die private Nutzung der betrieblichen Kommunikationsanlagen erlaubt oder diese nicht explizit ausgeschlossen ist, gelten sowohl das Fernmeldegeheimnis als auch die datenschutzrechtlichen Bestimmungen des Telekommunikationsgesetzes und des Informations- und Kommunikationsdienstegesetzes.
Der explizite Arbeitnehmerdatenschutz ist bisher in Deutschland durch kein Gesetz geregelt. Dies wird sowohl von gewerkschaftlicher Seite als auch vom Bundestag (Beschluss vom 17. Februar 2005) bedauert.

## Entscheidungen des BAG und der LAGe
- Fristlose Kündigung wegen privater Nutzung des Internets während der Arbeitszeit nur bei "erheblicher Pflichtverletzung (Bundesarbeitsgericht (BAG), Urteil vom 31. Mai 2007 – 2 AZR 200/06; NZA 2007, 922)
- Fristlose Kündigung wegen privater Nutzung des Internets während der Arbeitszeit (BAG, Urteil vom 7. Juli 2005 – 2 AZR 581/04)
- Außerordentliche Kündigung eines ordentlich unkündbaren Arbeitnehmers wegen privater Internetnutzung (BAG, Urteil vom 27. April 2006 – 2 AZR 386/05; Der Personalrat 2007, 115 = ZTR 2006, 595)
- Verhaltensbedingte Kündigung wegen privater Internetnutzung: BAG, Urteil vom 12. Januar 2006, 2 AZR 179/05
- Videoüberwachung am Arbeitsplatz: BAG, Beschluss vom 29. Juli 2004 – 1 ABR 21/03
- Urteil des BAG zur Überwachung am Arbeitsplatz: BAG, Urteil vom 27. März 2003 - 2 AZR 51/02
- Keine Kündigung bei lediglich kurzfristiger und unverfänglicher Internetnutzung: LAG Rheinland-Pfalz, Urteil vom 2. März 2006 – 4 Sa 958/05; MDR 2006, 1355
- Kündigung wegen exzessiven privaten E-Mail-Verkehrs während der Arbeitszeit: LAG Niedersachsen, Urteil vom 31. Mai 2010 – 12 SA 875/09